# Comedy Cluj
A Comedy Cluj vígjátékfilmek nemzetközi fesztiválja, amelyet 2009 óta évente októberben rendeznek meg Kolozsváron. A fesztivál jelképe egy mosolygó kaméleon. 2018-tól a rendezvény alapját továbbra is a filmek képezik, de a műfaji kötöttségek nélküli vígjátékfesztivál irányába kívánnak elmozdulni.

## Története
A fesztivál kezdeményezője Sorin Dan üzletember volt, az adminisztratív igazgató fia, Horatiu Dan lett. Az első évben 1 millió lejes költségvetéssel számoltak, melynek egy negyedét az alapító finanszírozta. Mintegy 70 filmet vetítettek le, emellett rendeztek epigramma-felolvasást, utcaszínházat, műhelybeszélgetéseket is. A filmeket a Köztársaság, Victoria és Művész mozikban illetve a Diákművelődési Házban vetítették, nem mindig megfelelő minőségben. A versenyben 12 film vett részt, emellett külön szekciót kaptak az 1920-2009 közötti francia filmek, a magyar filmek, a régi román filmek, Jacques Tati illetve Marin Moraru filmjei. A fesztivál keretén belül filmrestaurációs műhelymunkát is tartottak.
2010-ben a vetítési helyszínek közé bekerült a Tranzit Ház is, illetve a Polus Center parkolója. A versenyfilmek mellett ismét külön szekciót kaptak a francia illetve magyar filmek, új kategóriaként jelentek meg a rövidfilmek, a panoráma, és a némafilmek. Külön szekciót rendeztek Geo Saizescu filmjeiből. Összesen 100 film vetítésére került sor.
2011-ben külön szekciót indítottak a rövidfilmeknek. Nem hivatalos becslés szerint a fesztiválnak mintegy húszezer nézője volt. 2012-ben már több mint 130 filmet vetítettek 35 országból.
2014-ben 38 ország 192 filmjét vetítették. A fesztivál ideje alatt a szervezők ideiglenes névtáblákat helyeztek el a belváros egyes utcáin és terein, így például a Fő tér Charlie Chaplin nevét kapta, a Deák Ferenc utca Stan és Bran sugárút lett, a Karolina tér pedig Monty Python névtáblával szerepelt.
2015-ben első ízben színházi vígjátékokat is iktattak a műsorba. 2016 több olyan művészfilmet is bemutattak, amely nem lévén vígjáték, nem illett a fesztivál profiljába.
2017-ben nem rendezték meg a fesztivált arra hivatkozva, hogy a menedzsment cseréje után új stratégia kidolgozásával foglalkoznak. 2018-ban a fesztivál új igazgatója, Vlad Gliga azt nyilatkozta, hogy a rendezvényt műfaji kötöttségek nélküli vígjátékfesztivállá kívánják átalakítani. Nem indítottak versenyt, kevesebb filmet mutattak be, de azokat úgy válogatták ki, hogy minél közelebb legyenek a tiszta komédiához. A színházi előadások mellett angol nyelvű stand-up comedy előadásokat is szerveztek a városban tartózkodó külföldi közönség megnyerésére.

## Magyar filmek a fesztiválon
- 2009: Csak szex és más semmi, Valami Amerika, Vacsora (rövidfilm), Made in Hungaria[15]
- 2010: Valami Amerika 2., Mázli, Pánik, Poligamy, S.O.S. szerelem![15]
- 2012: Finale (rövidfilm)[15]
- 2014: Isteni műszak, Megdönteni Hajnal Tímeát[15]
- 2015: VAN valami furcsa és megmagyarázhatatlan[15]
- 2018: Hetedik alabárdos[15]

## Díjazottak

### Fődíj
- 2009: Te, aki élsz(wd), rendező Roy Anderson(wd)[16]
- 2010: Bran Nue Dae(wd), rendező Rachel Perkins(wd)[17]
- 2011: Pinoy Sunday(wd), rendező Wi Ding Ho(wd)[7]
- 2012: Kínai, elvitelre(wd), rendező Sebastián Borensztein(wd)[18]
- 2013: Paulette(wd), rendező Jérôme Enrico(wd)[19]
- 2014: Jacky a nők országában(wd), rendező Riad Sattouf(wd)[20]
- 2015: Obywatel(wd), rendező Jerzy Stuhr[21]
- 2016: La noche que mi madre mató a mi padre(wd), rendező Inés París(wd)[22]

### Legjobb forgatókönyv
- 2009: Andrej Szlabakov[16]
- 2010: Nabil Ben Yadir(wd)[17]
- 2011: David Baddiel(wd)[7]
- 2012: Dick Clement(wd), Ian La Frenais(wd) és Simon Maxwell[18]
- 2013: Régis Roinsard(wd), Daniel Presley és Romain Compingt(wd)[19]
- 2014: Riad Sattouf[20]
- 2015: Jerzy Stuhr[21]
- 2016: Dror Shaul[22]

### Legjobb rendezés
- 2009: Borisz Hlebnyikov(wd)[16]
- 2010: Valerij Todorovszkij(wd)[17]
- 2011: Sebastian Stern(wd)[7]
- 2012: Tanya Wexler(wd)[18]
- 2013: Matteo Garrone(wd)[19]
- 2014: Lionel Baier(wd)[20]
- 2016: Mahmoud Sabbagh(wd)[22]

### Legjobb női főszereplő
- 2009: Schell Judit és Yolande Moreau(wd)[16]
- 2010: Anneke Blok(wd)[17]
- 2011: Szakagucsi Taku(wd)[7]
- 2015: Candela Peña[21]

### Legjobb férfi főszereplő
- 2009: Javier Cámara[16]
- 2010: Maxim Mehmet[17]
- 2011: Omid Djalili(wd)[7]
- 2015: Kovács Zsolt[21]

### Legjobb főszereplő
- 2012: Ke Shi(wd)[18]
- 2013: Ton Kas(wd)[19]
- 2014: Elise Schaap(wd)[20]

### Közönségdíj
- 2009: Valami Amerika[16]
- 2010: Besszarábiai menyegző(wd)[17]
- 2011: A hitetlenek(wd)[7]
- 2012: Tom Sawyer(wd)[18]
- 2013: Kvartett – A nagy négyes[19]
- 2014: Supermensch: The Legend of Shep Gordon(wd)[20]
- 2015: Die Einsamkeit des Killers vor dem Schuss(wd)[21]
- 2016: Highway to Hellas(wd)[22]

### Kiválóság-díj
- 2009: Tora Vasilescu(wd) és Marin Moraru[16]
- 2010: Geo Saizescu(wd) és Sebastian Papaiani(wd)[17]
- 2011: Draga Olteanu-Matei[7]
- 2012: Horațiu Mălăele(wd)[18]
- 2013: Oana Pellea(wd) és Amza Pellea(wd) (post mortem)[19]
- 2014: Victor Rebengiuc(wd)[20]
- 2015: Peter O’Toole (post mortem)[21]
- 2016: Răzvan Vasilescu[22]